# Slovenské elektrárne
Slovenské elektrárne, a.s. je slovenská elektrárenská a teplárenská společnost. Společnost provozuje dvě atomové elektrárny (Bohunice a Mochovce), 31 vodních elektráren a 2 fotovoltaické elektrárny. Vlastní také dvě odstavené uhelné elektrárny (Nováky a Vojany). K 31. 12. 2023 měly její elektrárny instalovaný výkon celkem 4 614 MW.

## Historie
Po vzniku Československa v roce 1918 začal stát podporovat krajské elektrifikační podniky podílem státu na základním kapitálu, což umožnil zákon č. 438/1919 Sb. z. a n., o státní podpoře při zahájení soustavné elektrisace. Tyto podniky, označované také jako komunální, byly od vzniku Slovenského státu v roce 1939 koordinovány Ústředním úřadem komunálních elektrárenských podniků se sídlem v Bratislavě. Dne 5. 6. 1942 vytvořily komunální podniky akciovou společnost Slovenské elektrárne. Primární rozvody územních elektrických soustav v té době tvořilo především vedení o napětí 22 kV, po vzniku účastnické společnosti byla postupně vybudována přenosová soustava o napětí 100 kV. Byly také vybudovány větší vodní elektrárny Ilava, Dubnica nad Váhom a Oravská přehrada.
V roce 1958 byla zahájena výstavba prvního vedení o napětí 400 kV. V roce 1960 byla dokončena plošná elektrifikace všech obcí na Slovensku. V návaznosti na ústavní zákon o československé federaci byla v roce 1969 zřízena vrcholná energetická organizace na Slovensku - Slovenské energetické podniky, trust Bratislava (SEP). Od roku 1977 se SEP trust transformoval na koncern, který byl rozdělen na koncernové podniky. 30. 6. 1998 byl založen státní podnik Slovenské energetické podniky Bratislava.
V rámci procesu liberalizace energetického trhu byly ze státního podniku postupně vyčleněny různé subjekty. Po roce 1990 byly vyčleněny distribuční a rozvodné společnosti Západoslovenská energetika (ZSE), Stredoslovenská energetika (SSE) a Výchoslovenská energetika (VSE). Staly se samostatnými firmami a byly částečně privatizovány, stát si v nich ponechal 51% podíly. V roce 1994 vznikly Slovenské elektrárne, a.s. (SE) jako právní nástupce státního podniku.
Před plánovanou privatizací SE byla ještě v lednu 2002 ze společnosti vyčleněna Slovenská elektrizačná prenosová sústava a některá jaderná aktiva. V červenci 2005 byla založena společnost GovCo, v dubnu 2006 převzala odpovědnost za vyřazení jaderné elektrárny V1 z provozu, vyřazení jaderných zařízení z provozu a nakládání s radioaktivním odpadem a vyhořelým jaderným palivem. Později byla transformována na Jadernou a vyřazovací společnost (JAVYS).
V soutěži na prodej 66% podílu zvítězila italská společnost Enel, která za něj nabídla 840 mil. eur. Transakce byla provedena v roce 2006. Enel se později rozhodl svůj podíl částečně odprodat. Podle smlouvy z roku 2015 prodal polovinu svého podílu za 375 mil. eur českému EPH s opcí na prodej zbytku podílu, která je navázána na získání finálního povolení ke komerčnímu provozu třetího a čtvrtého bloku elektrárny Mochovce. K tomu došlo v roce 2024, kdy EPH uvedl, že má zájem opci v budoucnu uplatnit.

## Akcionáři
Společnost má dva akcionáře. Majoritním akcionářem je nizozemská holdingová společnost Slovak Power Holding B.V. (SPH), která drží podíl 66,0000000523 % na základním kapitálu. Ve společnosti SPH vlastní 50 % základního kapitálu EP Slovakia B.V., dceřiná společnost EPH, zbývajících 50 % patří společnosti Enel Produzione S.p.A, dceřiná společnost skupiny Enel. Slovenská republika je menšinovým akcionářem společnosti Slovenské elektrárne s podílem 33,9999999477 % na základním kapitálu, jejímž jménem jedná Ministerstvo hospodářství Slovenské republiky.

## Elektrárny
Společnost provozuje dvě atomové elektrárny (Jaslovské Bohunice a Mochovce), 31 vodních elektráren a 2 fotovoltaické elektrárny. Atomová elektrárna Jaslovské Bohunice zásobuje teplem města Trnava, Hlohovec, Leopoldov a obec Jaslovské Bohunice. V roce 2023 všechny elektrárny společnosti vyrobily 21 660 GWh elektřiny.
Společnost provozuje přečerpávací elektrárny Čierny Váh, Dobšiná, Liptovská Mara a Ružín; vodní elektrárny Čunovo, Domaša, Dubnica Nad Váhom, Horná Streda, Hričov, Ilava, Kostolná, Kráľová, Krpeľany, Ladce, Lipovec, Madunice, Mikšová, Nové Mesto nad Váhom, Orava, Považská Bystrica, Sučany a Trenčín; a malé vodní elektrárny Bešeňová, Dobšiná II, Dobšiná III, Krompachy, Rakovec, Ružín II, Švedlár, Tvrdošín a Veľké Kozmálovce.
Celkový instalovaný výkon vodních elektráren činí 1 653 MW, což je přibližně 40 % celkového instalovaného výkonu společnosti. Z toho 916,4 MW je v přečerpávacích vodních elektrárnách (Čierny Váh 734,4 MW, Liptovská Mara 98 MW, Dobšiná 24 MW a Ružín 60 MW). Kromě toho společnost do března 2015 provozovala elektrárnu Gabčíkovo o celkovém instalovaném výkonu 746,54 MW, jejíž provoz od tohoto data převzal Vodohospodársky podnik, š.p.
Do prosince 2023 společnost provozovala hnědouhelnou Elektrárnu Nováky, do března 2024 pak černouhelnou Elektrárnu Vojany.